# Viviane
Viviana Parra Guerreiro (Nice, 14 de janeiro de 1968) mais conhecida por Viviane é uma cantora portuguesa.
A sua voz e canções são muito características, pela forma como pronuncia o português, com sonoridade do seu francês natal. Foi co-fundadora da banda Entre Aspas e do projectos Camaleão Azul e integrou os projetos Linha da Frente e Rua da Saudade. Atualmente segue a sua carreira a solo iniciada em 2005.

## Biografia

### EraEntre Aspas
Viviane nasceu em Nice, França, mas mudou-se para Portugal aos 13 anos. Iniciou a sua carreira musical em 1990, formando com Tó Viegas o grupo Entre Aspas que lançam cinco álbuns através da editora BMG.
Colabora em discos de Sitiados, André Sardet e Turbo Junkie. Em 1995 participa na compilação
"Espanta Espíritos" com o tema "São Nicolau".
Em 2001, integra o projecto colectivo Linha da Frente, ao lado de João Aguardela, Luís Varatojo, Dora Fidalgo, Janelo, Prince Wadada e Rui Duarte dos Ramp, editando um álbum pela editora Universal em 2002.
"O Sul" é um disco editado em 2003 pela sua própria editora Zipmix Records com o projecto Camaleão Azul, que partilha com Tó Viegas, baseado na poesia do escritor Fernando Cabrita . Desse álbum é extraído o single "Nocturno III".

### Era pósEntre Aspas
Em 2005 chega ao fim o grupo Entre Aspas e Viviane inicia a sua carreira a solo com o primeiro álbum intitulado "Amores Imperfeitos" co-produzido com Tó Viegas, gravado no seu próprio estúdio Zipmix no Algarve, com sonoridade em formato acústico. Regressa em 2007 com um trabalho em formato acústico, com o título homónimo de "Viviane" num conjunto de onze canções em que se firma uma dialéctica enriquecedora entre as linguagens universais do Fado e do Tango com o acordeão e a guitarra portuguesa como notas dominantes. Deste álbum surge "Meu coração abandonado" como o single de apresentação.
Em 2009 integra o projecto Rua da Saudade juntamente com Susana Félix, Mafalda Arnauth e Luanda Cozetti, dando voz às letras originais de Ary dos Santos no álbum "Canções de Ary dos Santos".
Em 2010 é convidada pela Região de Turismo do Algarve a dar voz ao tema da Campanha de promoção internacional "O segredo mais famoso da Europa". Termina o ano com um concerto de natal, no Casino de Vilamoura, acompanhada pela Orquestra do Algarve.
O terceiro álbum, "As pequenas gavetas do amor", é editado em 2011. É composto por 11 temas originais com poesia de vários autores como Vasco Graça Moura, José Luis Peixoto, Eugénio de Andrade, Rosa Alice Branco, Ana Luisa Amaral, Fernando Pessoa e da própria cantora, e ainda uma versão do tema "Caldeirada (Poluição)" escrito por Alberto Janes para Amália Rodrigues. Tem como convidados especiais Custódio Castelo, Luís Varatojo e António Zambujo.
Os Entre Aspas lançam em maio de 2013 uma compilação com os maiores êxitos da carreira do grupo. "Best Of — 20 Anos" inclui os melhores temas e ainda um DVD com um concerto ao vivo, gravado em 2000.
O álbum de Viviane intitulado "Dia Novo" foi editado no dia 5 de Maio de 2014. "Do Chiado até ao Cais" é o tema de apresentação. Inclui 9 temas originais com letras da própria Viviane bem como de outros autores como José Luís Peixoto, Tiago Torres da Silva, Pierre Aderne, Hugo Costa e Fernando Cabrita. Inclui igualmente versões de Lhasa de Sela "Con toda palabra", Serge Gainsbourg "Comment te dire adieu" e Marcelo Camelo "A outra".
Em 2015 edita através da sua editora Zipmix Records, um Best of intitulado "Confidências" que contem 14 canções incluindo um original intitulado "Fado do Beijo" e uma versão da canção de Carmen Miranda "Cantoras do rádio".
Em 2016 sai uma edição do Best of "Confidências" em formato vinyl, cuja capa é feita inteiramente em pele de cortiça.
O último álbum de Viviane, "Viviane canta Piaf", foi editado em 2017. É inteiramente dedicado ao repertório de Édith Piaf e contém 10 temas em francês.

## Discografia

### Discografia a solo
- 2005 — Amores Imperfeitos (Zipmix Records/Zona Música)
- 2007 — Viviane (Zipmix Records/Zona Música)[4]
- 2011 — As Pequenas Gavetas do Amor (Zipmix Records)
- 2014 — Dia Novo (Zipmix Records)
- 2015 — Confidências (Zipmix Records)
- 2017 — Viviane canta Piaf (Zipmix Records)

### Outros projectos
- 2002 — Linha da Frente- Linha da Frente (Universal)
- 2003 — Camaleão Azul- O Sul (Zipmix Records/Zona Música)
- 2009 — Rua da Saudade- Canções de Ary dos Santos (Farol Música)

Colaborações
- 1993 — Sitiados- "Os Noivos" e "Desgarrada"
- 1995 — Espanta Espíritos — "São Nicolau"
- 1996 — André Sardet — "Não mexas no tempo"
- 1997 — Turbojunkie — "Bonnie & Clyde"
- 2012 — Anaquim — "Onde Acaba o Oeste"
- 2012 — NOME — "Perfume"
- 2012 — Paulo Ribeiro — O teu nome
- 2014 — João Gentil "Con Latinidade"
- 2016 — Pedro e os lobos — O tempo é ferro
- 2017 — Couple Coffee — Rosie
- 2019 — Sebastião Antunes & Quadrilha — Um dia de Lisboa
- 2019 — Renato Júnior — Goutte à goutte